# 总状橐吾
总状橐吾（学名：Ligularia botryodes）为菊科橐吾属的植物，是中国的特有植物。分布在中国大陆的四川、甘肃等地，生长于海拔3,120米至4,000米的地区，一般生于草坡及林下，目前尚未由人工引种栽培。